# Prząsław Mały
Prząsław Mały – wieś w Polsce położona w województwie świętokrzyskim, w powiecie jędrzejowskim, w gminie Jędrzejów.
W latach 1975–1998 miejscowość administracyjnie należała do województwa kieleckiego.
Wierni kościoła rzymskokatolickiego należą do parafii rzymskokatolickiej pw. św. Maksymiliana w Skroniowie.